# Siedlisko (powiat gołdapski)
Siedlisko (niem. Altenbude) – wieś w Polsce położona w województwie warmińsko-mazurskim, w powiecie gołdapskim, w gminie Gołdap.
W latach 1975–1998 miejscowość należała administracyjnie do województwa suwalskiego.

## Nazwa
9 grudnia 1947 r. ustalono urzędową polską nazwę miejscowości – Siedlisko, określając drugi przypadek jako Siedliska, a przymiotnik – siedliski.